# Peter Odemwingie
Peter Osaze Odemwingie (15 de juliol de 1981) és un futbolista que juga de davanter amb l'Stoke City de la Premier League.